# Tipar plan

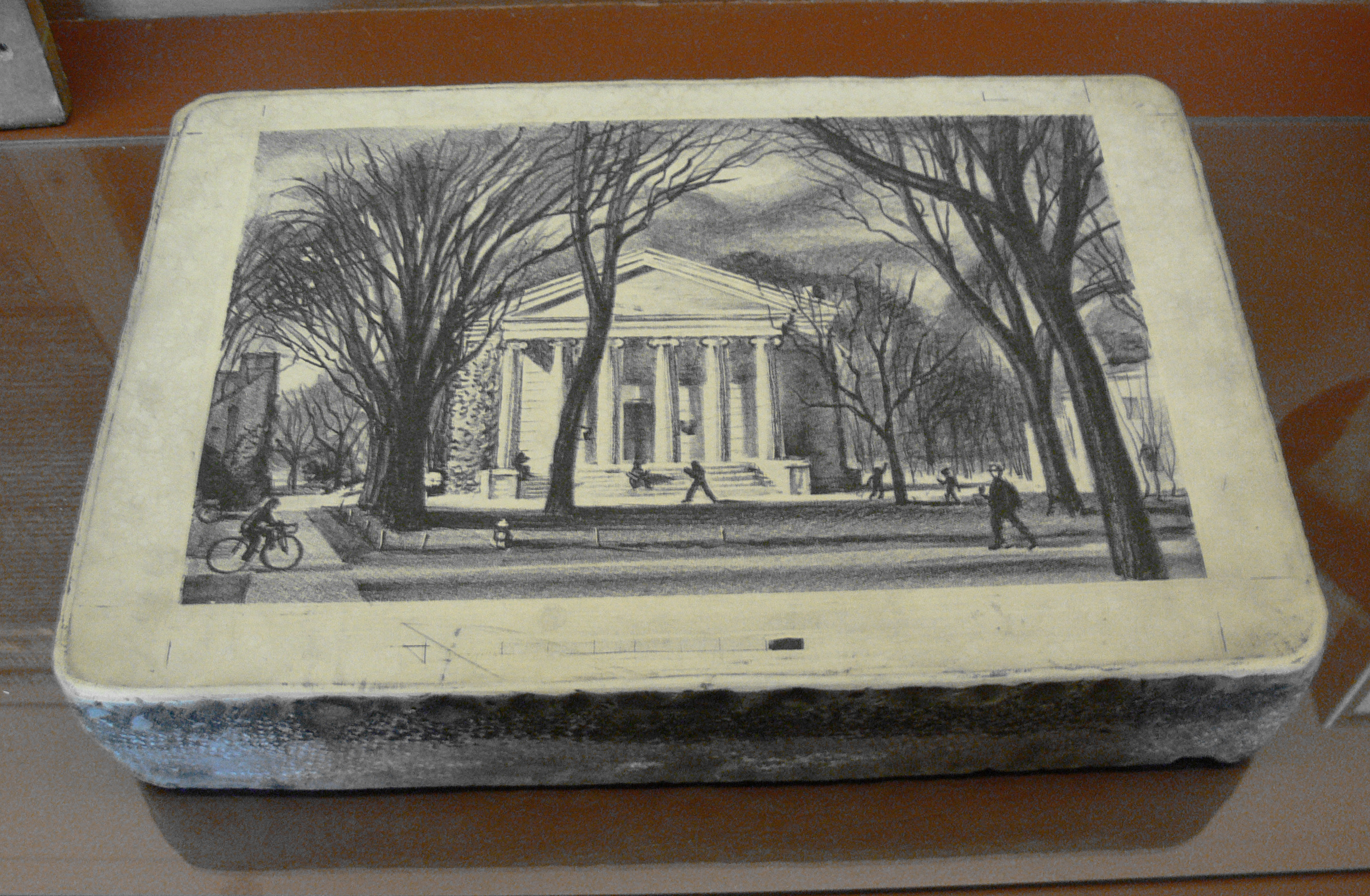
Piatră litografică ilustrând Clio Hall a Universităţii Princeton.

Tiparul plan, planografia sau imprimarea planografică reprezintă o categorie a tehnicilor de imprimare în cazul căreia suprafața activă a clișeului tipografic se află la același nivel cu suprafața neutră, spre deosebire de suprafața activă reliefată a tiparului înalt sau cea adâncită a tiparului adânc.
Acesta include procedee planografice precum litografia sau monotipia. Litografia se bazează pe principiul neamestecării apei și uleiului, clișeul tipografic fiind împărțit în zone acvafile (care rețin apa și resping uleiul) și acvafobe (care resping apa și rețin uleiul), determinând astfel modul în care cerneala tipografică este distribuită pe suprafața clișeului. Monotipia constă în simpla aplicare a cernelei sau vopselei pe o suprafață plană și presarea ulterioară a acelei suprafețe pe coala pe care se vrea transpusă imaginea.